# サン・ビセンテ県
サン・ビセンテ県(サン・ビセンテけん、スペイン語：Departamento de San Vicente)は、エルサルバドル中部の県。
県都はサン・ビセンテ。
2016年の人口は18万2157人で、全国の2.8%を占め、14県中13位。
面積は1184km2で、全国の5.6%を占め、14県中11位。
人口密度は153.8人/km2。

## 人口
- 1992年9月27日：14万3003人
- 2007年6月30日：16万9797人
- 2012年6月30日：17万4961人
- 2016年6月30日：18万2157人

## 隣接県
- 北：カバーニャス県
- 北東：サン・ミゲル県
- 東：ウスルタン県
- 南：太平洋
- 南西：ラ・パス県
- 西：クスカトラン県

## 主要都市
人口は2016年6月30日の値。
1. サン・ビセンテ（英語版）：6万646人(県都)
2. テコルカ（英語版）：2万6663人
3. アパステペケ（英語版）：2万842人
4. サン・セバスティアン（英語版）：1万5638人

## 歴史
1979年、エルサルバドル内戦が始まった。
サン・ビセンテ県は革命軍であるファラブンド・マルティ民族解放戦線が支配していた。
1982年、国軍は空爆の後に歩兵で侵入した。
8月21日～8月22日、国軍の対反乱部隊であるアトラカトル大隊が、アマティタン川に面するエル・カラボゾで、何百人もの避難民を至近距離から射撃し、200人以上を虐殺した。(エル・カラボゾの虐殺)
1992年、内戦が終了した。

## 地理
- サン・ビセンテ火山（英語版）
- ラ・ホヤの森（英語版）
- レンパ川（英語版）